# توبی آموسان
توبی آموسان (انگلیسی: Tobi Amusan؛ زادهٔ ۲۳ آوریل ۱۹۹۷) ورزشکار دو و میدانی اهل نیجریه است.